# Veit von Fürst

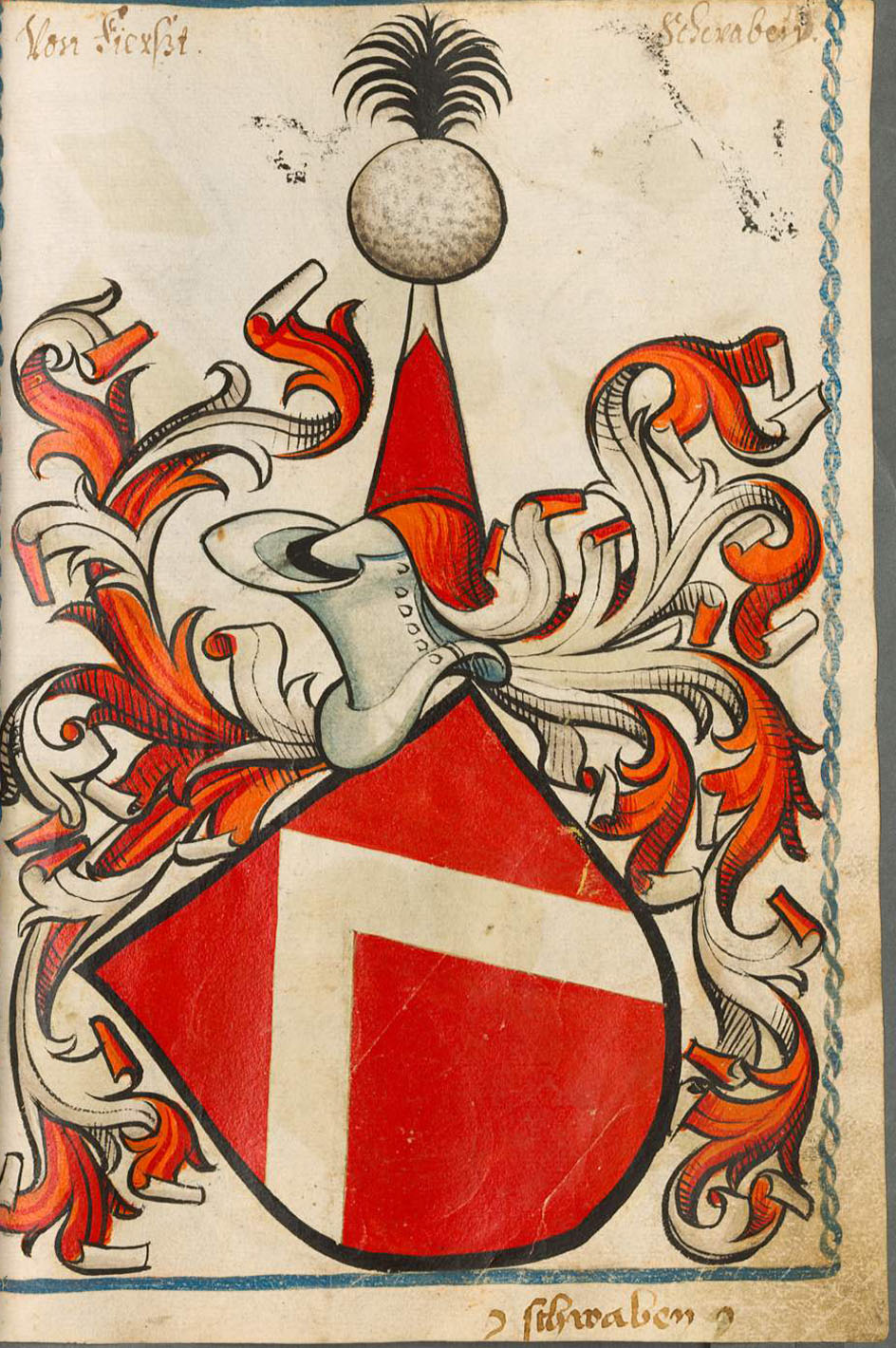
Wappen der Familie von Fürst im älteren Teil des Scheibler’schen Wappenbuch

Veit von Fürst (* um 1468 vermutlich in Tübingen; † 1. März 1515 im Burgenland/Österreich), Doktor im kirchlichen und weltlichen Recht (utriusque iuris doctor), entstammte dem Ortsadel von Tübingen, war Rat im Dienst Kaiser Maximilians I. und seit 1511 Statthalter des Reichslehens Modena.

## Leben
Veit von Fürst war der dritte Sohn des mit Ursula Swelher verheirateten Gutsherrn und Ritters Konrad von Fürst († um 1491/1494). Der Vater Konrad war Inhaber des württembergischen Lehens Fürst in der Markung von Öschingen nahe Tübingen und 1464 bis 1472 auch Burgvogt in Tübingen. Veits Familie gehörte zu den zehn reichsten Adelsgeschlechtern im Neckarviertel. In Konkurrenz zum aufstrebenden Bürgertum sandte sie vier der sieben Söhne auf die Universität in Tübingen.
Veit wurde am 21. März 1481 in die Matrikel dieser Hochschule eingeschrieben, ging aber bereits ein Jahr später, 1482, ohne einen Prüfungsabschluss an die Universität Orléans, wo er als Mitglied der natio germanica erscheint. Dort begleitete er auch das Studium Ludwig Wirtembergers (um 1465–1495), eines illegitimen Sohnes Graf Eberhards im Bart von Württemberg. Der weitere Weg seines Studiums ist unbekannt. Als Doktor beider Rechte wurde er für das Wintersemester 1493/1494 zum Rektor der Universität Tübingen gewählt. Die Universitätsverfassung von 1477 ließ auch die Wahl vornehmer Persönlichkeiten zum Universitätsrektor zu, die nicht Professoren der Universität waren.
Auf Empfehlung des 1497 von Tübingen nach Ingolstadt gewechselten Rechtsprofessors Hieronymus von Croaria (um 1463–1527) ließ er sich in Wien nieder und verkaufte seinen schwäbischen Besitz. Er erwarb burgenländische Herrschaften, darunter 1504 Hornstein bei Eisenstadt, veräußerte dieses Schloss allerdings zwei Jahre später an einen seiner Brüder. König Maximilian I., der sich seit 1508 Kaiser nannte, bestallte ihn zu seinem Rat und beauftragte ihn mit zahlreichen Missionen: 1508 nach Ungarn und Venedig, 1509 nach Rom, Padua und Prag, 1510 nach Krakau, danach nochmals nach Rom und schließlich, dem Papst folgend, nach Bologna. Hier half er dem Papst bei der Verteidigung der von französischen Truppen belagerten Stadt, wofür ihn der Kaiser jedoch tadelte.
Im Februar 1511 wurde Veit von Fürst vom Kaiser zum Statthalter des Reichslehens Modena ernannt, das der Papst dem Kaiser überlassen hatte, und nahm für den Kaiser auch das von der päpstlichen Armee geräumte Mirandola in Besitz. Es folgten weitere Missionen nach Polen und zum Papst. Veit von Fürsts Sekretär, zuletzt sein Kanzler in Modena, wurde seit 1507 der bis zum Vorjahr an der Tübinger Artistenfakultät lehrende Michael Köchlin (1478–nach 1512), genannt Coccinius. Ihm ist die Überlieferung wichtiger Informationen zur diplomatischen Tätigkeit Veit von Fürsts zu verdanken.
Ohne das 50. Lebensjahr erreicht zu haben, starb Veit von Fürst bereits am 1. März 1515, vermutlich auf einer Reise im Burgenland. Er wurde dort in der Pfarrkirche von Eisenstadt bestattet.